# Matin
Matin fou un estat tributari protegit del tipus zamindari a la part nord del districte de Bilaspur a les Províncies Centrals. La superfície era de 1.474 km² i tenia 65 pobles amb una població de 5.950 habitants, el de població més dispersa dels zamindars de les Províncies Centrals després d'Ahiri al districte de Chanda amb 104 habitants per milla quadrada. El territori era muntanyós i amb molts elefants salvatges. El sobirà era un kunwar. La muntanya sagrada de Matin Deva estava situada prop de la capital, Matin.